# بيرسي نولز
بيرسي نولز (بالإنجليزية: Percy Knowles)‏ هو متسابق يخت باهاماسي، ولد في 8 نوفمبر 1930.

## وصلات خارجية
- بيرسي نولز على موقع أوليمبيديا (الإنجليزية)